# Chiesa del Sacro Cuore (Ancona)
La chiesa del Sacro Cuore è un edificio di culto cattolico italiano, situato ad Ancona.

## Storia
La chiesa fu eretta intorno al 1920 su disegno dell'architetto Lorenzo Basso, in previsione dell'espansione dell'abitato nella zona pianeggiante della città che si estendeva oltre la cinta muraria costruita in seguito all'allargamento dell'area urbana nel 1810 circa. 
Il tempio in origine era di forma basilicale, a tre navate, ispirato a un revival gotico limitato però alla sua espressione formale.
In questo edificio, officiato dai Padri Servi di Maria, vennero trasportati i superstiti arredi recuperati dalla Chiesa di San Pietro dopo la sua distruzione della seconda guerra mondiale, in quanto anche questa chiesa era officiata dal clero dello stesso ordine.
Rimasta praticamente indenne sia durante il periodo bellico, sia durante quello sismico del 1972, la chiesa divenne in entrambe le circostanze il punto di riferimento della vita religiosa cittadina. A causa dei danni subiti per il terremoto, il Duomo di Ancona fu dichiarato inagibile e quindi interdetto al culto. Le reliquie di San Ciriaco e l'immagine della Madonna miracolosa del Duomo vi furono traslate e vi rimasero sino alla ripresa di funzionalità della cattedrale nell'autunno del 1977.
In tempi più recenti la chiesa è stata ampliata realizzando un transetto ad opera dell'Ing. Podesti, che ha modificato gli originari rapporti interni e variato la planimetria.
È la parrocchia del quartiere Adriatico.